# Klimno
Klimno (olaszul: Climno) falu Horvátországban Tengermellék-Hegyvidék megyében. Közigazgatásilag Dobrinjhoz tartozik.

## Fekvése
Krk északkeleti részén, községközpontjától 4 km-re északkeletre, a Soline-öböl délkeleti partján fekszik. Az öböl környékének legnagyobb települése. Út köti össze az 1 km-re fekvő Solinéval, valamint a közúton mintegy 6 km-re fekvő Dobrinjjal. Kedvező fekvése kis kikötőjét biztonságossá teszi az Adrián tomboló szelektől a bórától és az itt jugonak nevezett sirokkótól.

## Története
Klimo valószínűleg a Soline-öböl egyik legrégibb települése. Nevét Szent Kelemen tiszteletére szentelt templomáról kapta, melyet már 1381-ben említenek a történeti források. A 15. században Frangepán VII. János a Velebit-hegységből kétszáz vlach jogú családot hozatott a Krk-szigetre. Közülük legtöbben az öböl körül telepedtek le, hogy a Frangepánok számára jelentős bevételt jelentő sótelepeken dolgozzanak. Miután azonban 1480-ban a sziget közvetlen velencei fennhatóság alá került a velencei sótelepekkel való konkurencia miatt az itteni sólepárlást megszüntették. Ezt követően lakói főként állattenyésztéssel, kisebb mértékben földműveléssel foglalkoztak. Klimno a 19. század közepétől a krki hajógyártás fontos bázisává vált. Hajógyártó üzemét a század második felében Svetozar Jurić alapította, a sziget egyik legrégibb hajóépítő üzeme volt. A település viszonylagos kis mérete ellenére az itteni hajóépítésnek a mai napig nagy hagyományai vannak. A sziget többi részével együtt a 19. század folyamán osztrák kézen volt, majd 1867-től 1918-ig az Osztrák-Magyar Monarchia része lett. 1880-ban 61, 1910-ben 70 lakosa volt. Az Osztrák–Magyar Monarchia bukását rövid olasz uralom követte, majd a település a Szerb–Horvát–Szlovén Királyság része lett. A második világháború idején előbb olasz, majd német csapatok szállták meg. A háborút követően újra Jugoszlávia, majd az önálló horvát állam része lett. A turizmusnak a fiumei repülőtér, valamint a Krki-híd 1980 táján történt megépülése adott újabb lendületet. 2011-ben 121 lakosa volt.

## Nevezetességei
Szent Kelemen pápa tiszteletére szentelt templomát már a 14. században említik. Egyhajós épület félköríves apszissal. Történelmi magja romantikus stílusú. A templomot 1823-ban és 1926-ban megújították.
A település ritka példája Krk-sziget azon településeinek, amelyek harmonikusan rendeződtek el a part mentén. A település a román kori templom körül alakult ki. Magja összeépült kőházakból állt, külső lépcsőkkel, boltíves teraszokkal és ereszcsatornákkal. A tetők oromzatosak, kicsi ablakok, tűzhelyek belül, erős kémények kívül. A legrégebbi házak a 16. században épültek. A házak mellett szárazon rakott kőből épített, növényi anyagokkal borított melléképületek találhatók.

## Lakosság
| Lakosság változása | Lakosság változása | Lakosság változása | Lakosság változása | Lakosság változása | Lakosság változása | Lakosság változása | Lakosság változása | Lakosság változása | Lakosság változása | Lakosság változása | Lakosság változása | Lakosság változása | Lakosság változása | Lakosság változása | Lakosság változása |
| ------------------ | ------------------ | ------------------ | ------------------ | ------------------ | ------------------ | ------------------ | ------------------ | ------------------ | ------------------ | ------------------ | ------------------ | ------------------ | ------------------ | ------------------ | ------------------ |
| 1857               | 1869               | 1880               | 1890               | 1900               | 1910               | 1921               | 1931               | 1948               | 1953               | 1961               | 1971               | 1981               | 1991               | 2001               | 2011               |
| 0                  | 0                  | 61                 | 75                 | 85                 | 70                 | 103                | 91                 | 104                | 97                 | 93                 | 87                 | 98                 | 100                | 115                | 121                |